# Нікі Девлін
Нікі Девлін (англ. Nicky Devlin, нар. 17 жовтня 1993, Бішопбріггс) — шотландський футболіст, захисник клубу «Абердин» та національної збірної Шотландії.
Виступав також за клуби «Ейр Юнайтед» та «Лівінгстон».
Володар Кубка Шотландії.

## Клубна кар'єра
Народився 17 жовтня 1993 року в місті Бішопбріггс. Вихованець футбольної школи клубу «Гамільтон Академікал».
У дорослому футболі дебютував 2009 року виступами за команду «Дамбартон», у якій провів два сезони, взявши участь у 23 матчах чемпіонату. 
Згодом з 2011 по 2014 рік грав у складі команд «Мотервелл», «Стенгаузмюїр», «Дамбартон» та «Стенгаузмюїр».
Своєю грою за останню команду привернув увагу представників тренерського штабу клубу «Ейр Юнайтед», до складу якого приєднався 2014 року. Відіграв за команду з Ейра наступні три сезони своєї ігрової кар'єри. Більшість часу, проведеного у складі «Ейр Юнайтед», був основним гравцем захисту команди.
Протягом 2017—2019 років захищав кольори клубу «Волсолл».
У 2019 році уклав контракт з клубом «Лівінгстон», у складі якого провів наступні чотири роки своєї кар'єри гравця.  Граючи у складі «Лівінгстона» також здебільшого виходив на поле в основному складі команди.
До складу клубу «Абердин» приєднався 2023 року. Станом на 17 травня 2025 року відіграв за команду з Абердина 68 матчів в національному чемпіонаті.

## Виступи за збірну
У 2024 року дебютував в офіційних матчах у складі національної збірної Шотландії.
| Дата       | Місто   | Господарі | Результат | Гості      | Турнір                               | Голи | Примітки |
| ---------- | ------- | --------- | --------- | ---------- | ------------------------------------ | ---- | -------- |
| 15-10-2024 | Глазго  | Шотландія | 0 – 0     | Португалія | Ліга націй УЄФА 2024-2025 - 1-й етап | -    | 88'      |
| 18-11-2024 | Варшава | Польща    | 1 – 2     | Шотландія  | Ліга націй УЄФА 2024-2025 - 1-й етап | -    | 76'      |
| Усього     |         | Матчів    | 2         |            | Голів                                | 0    |          |

## Титули і досягнення
- Володар Кубка Шотландії (1):

«Абердин»: 2024-2025